# Wzlot Persepolis
Wzlot Persepolis (tyt. oryg. Persepolis Rising) – amerykańska powieść fantastyczno-naukowa, klasyfikowana jako space opera, autorstwa Jamesa S.A. Coreya. Jest siódmym tomem z cyklu Expanse. Została wydana 5 grudnia 2017 przez Orbit Books. W Polsce ukazała się 29 listopada 2019 nakładem wydawnictwa Mag, w tłumaczeniu Marka Pawelca.

## Fabuła
Pomimo burzliwej przeszłości pomiędzy planetami wewnętrznymi a Pasem zaistniał kruchy sojusz, którego przyszłość jest niepewna. Sytuacja staje się jeszcze bardziej skomplikowana gdy do gry wkracza Lakonia, przerywając swoją izolację z wyraźnym zamiarem zaprowadzenia nowego porządku dla całej ludzkości.